# کاواجیری هیده‌تاکا

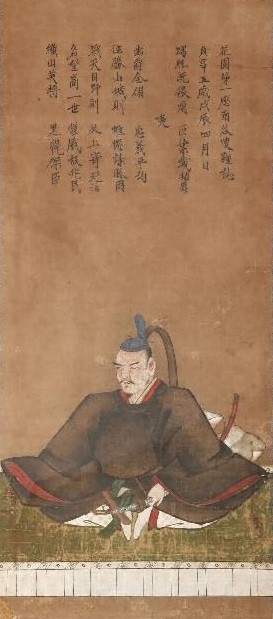
کاواجیری هیده‌تاکا، یک سامورایی در دوره سنگوکو

کاواجیری هیده‌تاکا (به ژاپنی: 河尻 秀隆 Kawajiri Hidetaka) (۱۵۲۷–۷ جولای، ۱۵۸۲) یک سامورایی در دوره سنگوکو بود که برای خاندان اودا خدمت می‌کرد.